# Người dân ngoại công chính

Một phiên bản vector đơn giản của huy chương được trao cho Người dân ngoại công chính

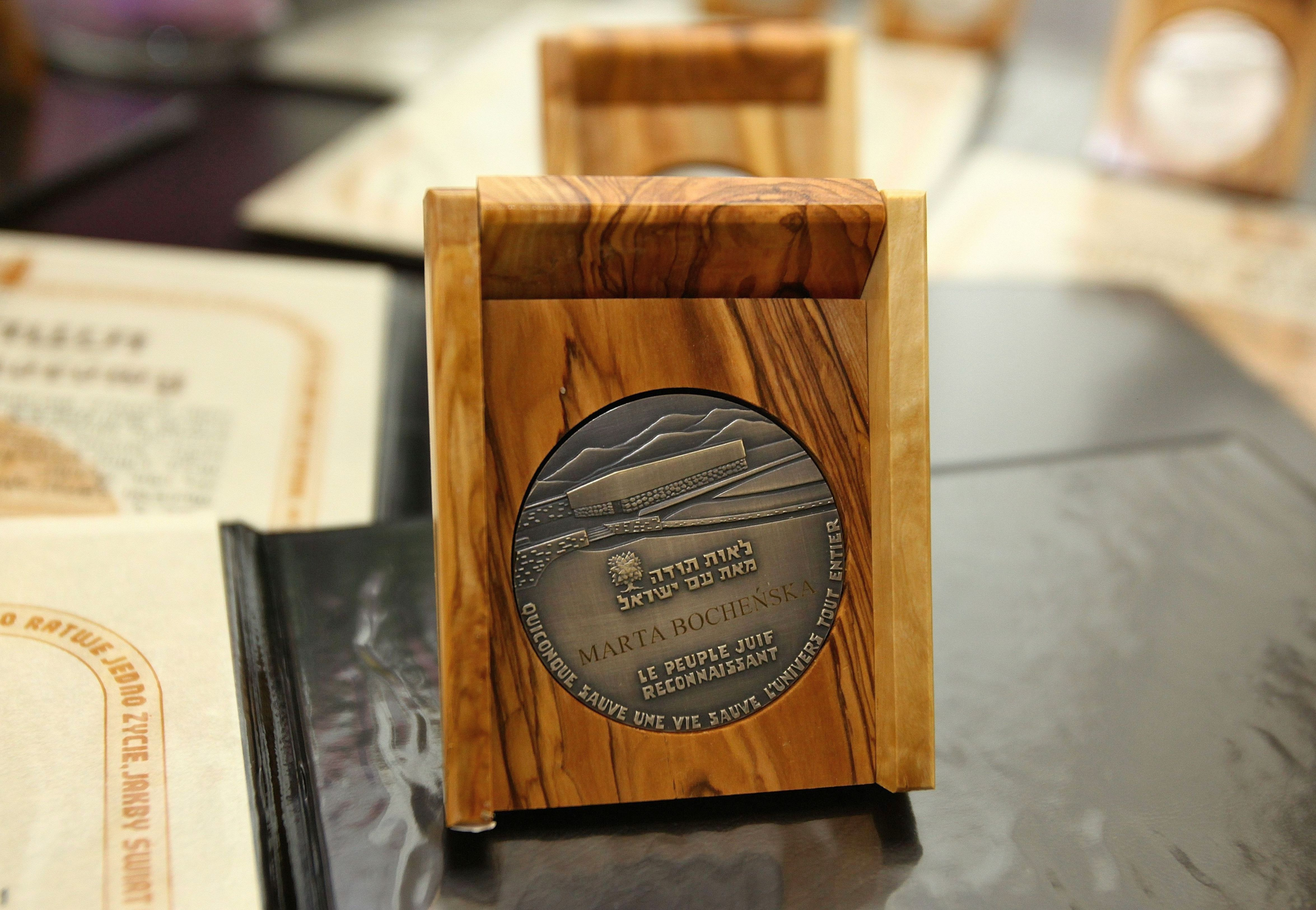
Huy chương Người dân ngoại công chính

Người dân ngoại công chính (tiếng Hebrew: חסידי אומות העולם, khassidey umot ha-olam) là một tên gọi danh dự mà quốc gia Israel đặt cho những người dân ngoại dám liều lĩnh hy sinh tính mạng bản thân để cứu mạng những sinh mạng của người Do Thái trong nạn diệt chủng Do Thái Holocaust.
Khái niệm dân ngoại công chính được sử dụng bởi các thầy đạo Do Thái giáo ám chỉ tới dân ngoại, cũng tương tự khái niệm ger toshav và ger tzedek: ger nghĩa là dân ngoại, toshav nghĩa là người cư trú. Ger toshav nghĩa là người dân ngoại cư trú ở quốc gia Do Thái Israel. Còn tzedek nghĩa là công chính. Ger tzedek nghĩa là người công chính cải đạo mang mục đích nói tới người dân ngoại đã cải đạo Do Thái Giáo và trở thành người Do Thái.

## Số người dân ngoại công chính ở các ngoại bang

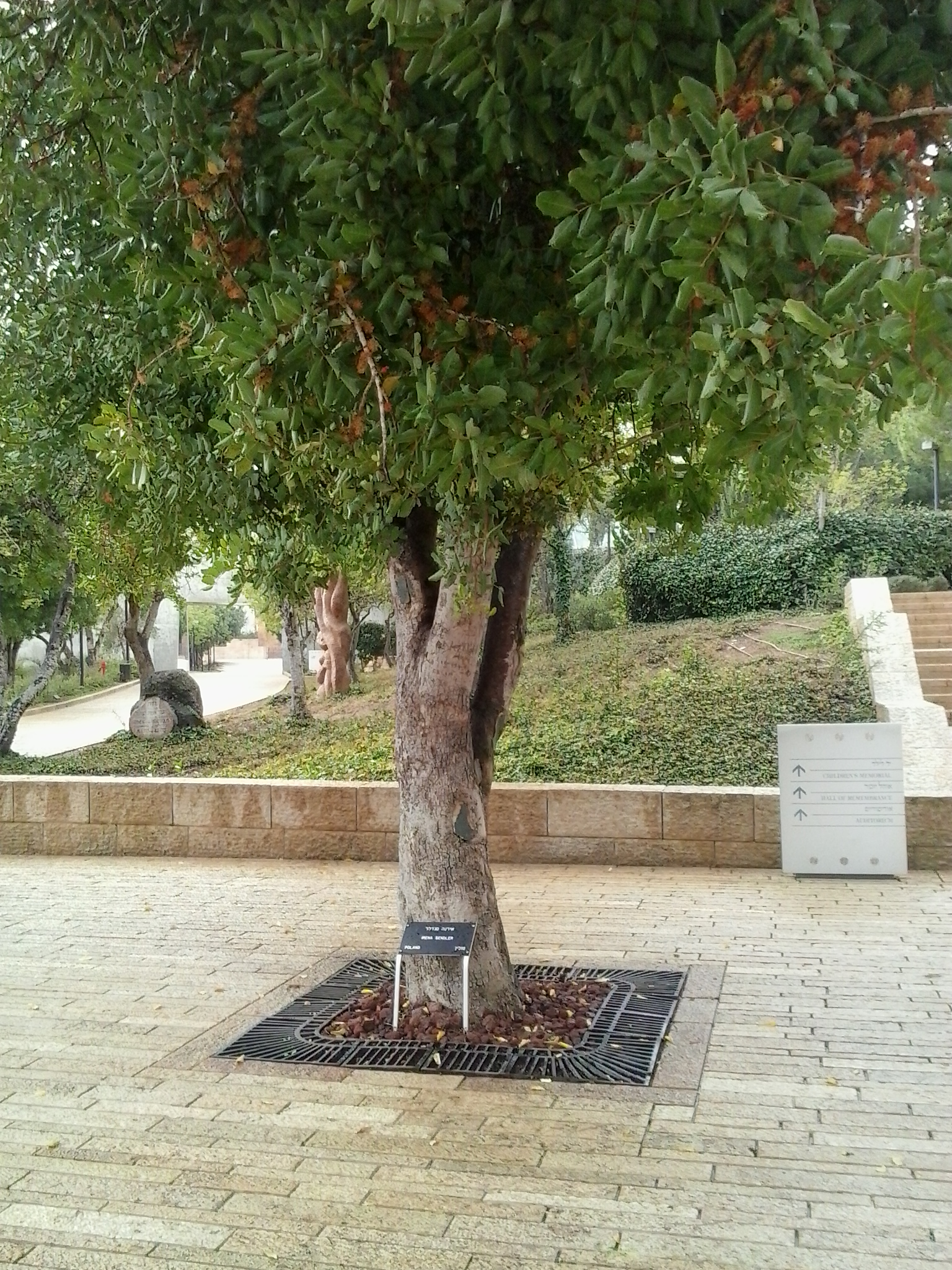
Cây tưởng niệm ở Jerusalem, Israel tôn vinh Irena Sendler, một y tá Công giáo phương Tây người Ba Lan đã cứu 2,500 người Do Thái

Tính đến  ngày 16 tháng 6 năm 2017, đã có 26.513 dân ngoại bang được người Do Thái công nhận là Người dân ngoại công chính:
| Xếp hạng | Quốc gia                                                                                | Số lượng |
| -------- | --------------------------------------------------------------------------------------- | -------- |
| 1        | Ba Lan                                                                                  | 6.706    |
| 2        | Hà Lan                                                                                  | 5.595    |
| 3        | Pháp                                                                                    | 3.995    |
| 4        | Ukraina                                                                                 | 2.573    |
| 5        | Bỉ                                                                                      | 1.731    |
| 6        | Litva                                                                                   | 891      |
| 7        | Hungary                                                                                 | 844      |
| 8        | Ý                                                                                       | 682      |
| 9        | Belarus                                                                                 | 641      |
| 10       | Đức                                                                                     | 601      |
| 11       | Slovakia                                                                                | 572      |
| 12       | Hy Lạp                                                                                  | 335      |
| 13       | Nga                                                                                     | 204      |
| 14       | Latvia                                                                                  | 136      |
| 15       | Serbia                                                                                  | 135      |
| 16       | Séc                                                                                     | 116      |
| 17       | Croatia                                                                                 | 115      |
| 18       | Áo                                                                                      | 109      |
| 19       | Moldova                                                                                 | 79       |
| 20       | Albania                                                                                 | 75       |
| 21       | Na Uy                                                                                   | 67       |
| 22       | Rumani                                                                                  | 60       |
| 23       | Thụy Sĩ                                                                                 | 49       |
| 24       | Bosna và Hercegovina                                                                    | 43       |
| 25       | Armenia                                                                                 | 24       |
| 26       | Đan Mạch, Vương quốc Anh                                                                | 22       |
| 28       | Bulgaria                                                                                | 20       |
| 29       | Macedonia, Thụy Điển                                                                    | 10       |
| 31       | Slovenia                                                                                | 10       |
| 32       | Tây Ban Nha                                                                             | 9        |
| 33       | Hoa Kỳ                                                                                  | 5        |
| 34       | Estonia, Thổ Nhĩ Kỳ, Bồ Đào Nha                                                         | 3        |
| 37       | Brazil, Chile, Indonesia; Ireland, Trung Quốc                                           | 2        |
| 42       | Cuba, Ecuador, Ai Cập, El Salvador, Georgia, Nhật Bản, Luxembourg, Montenegro, Việt Nam | 1        |

## Người dân ngoại công chính sống ở Israel
Có ít nhất 130 người dân ngoại công chính sống ở Israel. Họ được chính phủ Israel chào đón và cung cấp quốc tịch.